# Lägg dina sorger i en gammal säck
Lägg dina sorger i en gammal säck är en sång lanserad i Sverige av Ernst Rolf 1917, med svensk text av Karl-Ewert.
Det engelska originalet Pack up Your Troubles in an Old Kit Bag av Felix Powell och George Asafe blev, framförd av den australienfödda Florrie Forde 1915, prisbelönt för att stärka moralen hos de brittiska trupperna i skyttegravarna under första världskriget.